# Поляков Лазар Соломонович
Ла́зар Соломо́нович Поляко́в — (рос. Лазарь Соломонович Поляков; 1842, Дубровно, Російська імперія, — 12 січня 1914, Париж, Франція) — російський банкір, громадський діяч, меценат і благодійник. Брат банкіра Якова Полякова та залізничного концесіонера Самуїла Полякова.

## Біографія
Лазар Поляков — наймолодший син у родині єврейського купця. Працювати почав прикажчиком у свого старшого брата Самуїла Полякова. З 1865-го по 1870-й разом із ним брав діяльну участь у будівництві залізниць у Росії. У 1871 став купцем першої гільдії. Далі працював у банківській сфері, очолював багато банків і промислових компаній. Голова правління Московського міжнародного торговельного банку (1885–1908), Орловського комерційного банку (1871–1908), Московського земельного банку (1871–1914), голова ради Петербурзько-Московського комерційного банку (1895–1904), голова правління Комерційного страхового товариства (1873–1908), засновник Азовсько-Донського (1871) і Російського Торговельно-промислового (1890) банків. 1897-го здобув титул спадкового дворянина й чин дійсного статського радника.
У 1906-му дістав чин таємного радника. З 1883-го — Лазар Поляков — генеральний консул Туреччини в Росії а з 1890 року — генеральний консул Персії в Росії. Він очолював московську єврейську громаду від 1880 по 1914 рік.

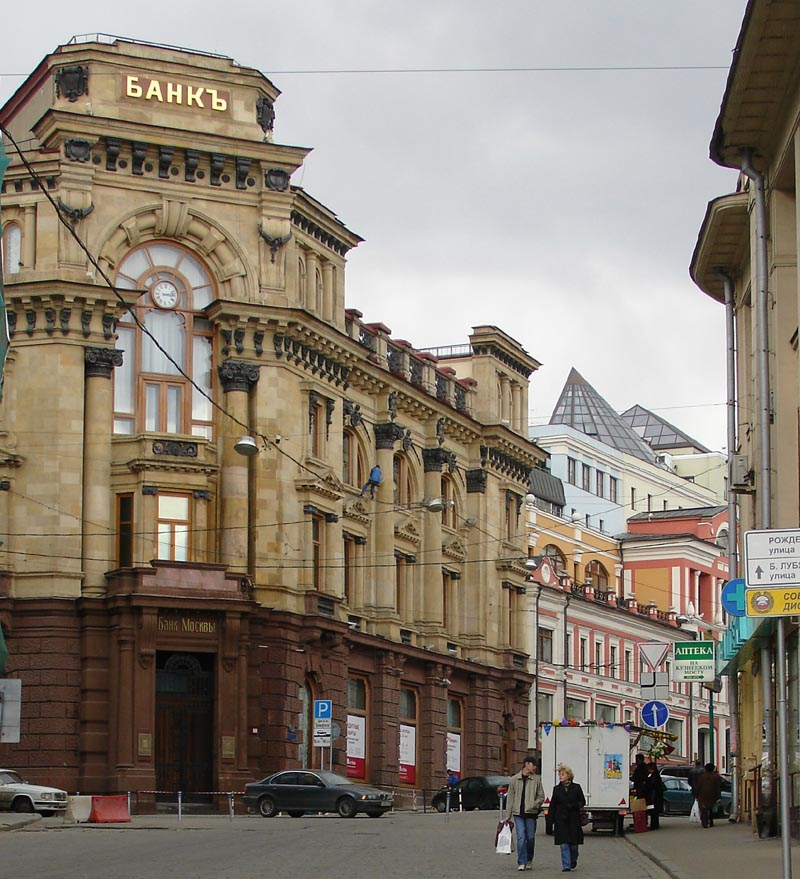
Москва, вул. Кузнецький міст, 15. Приміщення Московського міжнародного торговельного банку, споруджене в 1897—1898 на зразок банку Сан Спірито в Римі

У 1908, після економічної кризи, Поляков втратив значну частину своїх статків, і його усунули від керування більшістю акціонерних банків і підприємств. Контроль над його підприємствами перейшов до групи осіб на чолі з Володимиром Татищевим, яка консолідувала фінансові активи Полякова в новий Сполучений банк. Таку невдачу Полякова викликала, зокрема, не найкраща організація виробництва на його підприємствах. Наприклад, московська ґумова мануфактура Полякова (майбутній «Червоний богатир»), будучи малорентабельним підприємством з низьким технічним рівнем, не витримувала конкуренції з «Трикутником» і перед кризою, так що в 1909–1911 роках Татищеву довелося терміново закуповувати у Швеції нові технології для підтримки виробництва.
Лазар Поляков помер у січні 1914-го в Парижі, під час ділових переговорів. Тіло перевезли до Москви і поховали на єврейському Дорогомиловському кладовищі. Після ліквідації цього кладовища в 1940-х роках останки Полякова перепоховано на Востряковському цвинтарі.

## Родина
дружина — Розалія
діти:
- Ісаак Поляков (1873 — 25 березня 1937, Ніцца). Юрист, колезький радник, промисловець. Член ради Сполученого банку, член Московського торговельного товариства. Член правлінь Московського земельного банку, товариства телефонних споруд, Московсько-Київсько-Воронезької залізниці та ін. Емігрував до Франції.

- Олександр Поляков (1880 — 2 січня 1942, Ніцца). Юрист, промисловець. Кандидат юридичних наук. Член Московського земельного банку, член правління Сполученого банку. Голова правління акціонерного Лісового товариства, кандидат на посаду директора правління товариства «Богатир» та ін. Член Московського товариства для спорудження та експлуатації під'їзних шляхів у Росії. Емігрував до Франції.

- Дмитро Поляков (16 лютого 1883, Санкт-Петербург — після 22 липня 1942, Освенцим, Польща). Лікар, титулярний радник. Закінчив Військово-медичну академію в Санкт-Петербурзі. Учасник Першої світової війни. Емігрував до Франції. Провадив комерційну діяльність. Під час окупації Франції його заарештували. Загинув у концтаборі.

- Цита Берлін (Полякова), одружена з Еліяху Берліним.

- Михайло Поляков

## Благодійність
- Ппопечитель Імператорського людинолюбного товариства в Москві.
- Побудував у Москві будинок з дешевими і безплатними квартирами.
- На його пожертви (640 тисяч рублів) засновано Новочеркаське отаманське технічне училище.
- В 1886 Поляков викупив ділянку землі у Спасоглинищівському провулку, щоб побудувати Московську хоральну синагогу. Передавши ділянку громаді, жертвував значні суми на будівництво та утримання синагоги.
- Брав участь у будівництві Музею красних мистецтв імени Олександра III (нині Державний музей образотворчого мистецтва імени Олександра Пушкіна). Один із залів назвали іменем Лазаря Полякова[2].
- Пожертвував значні гроші на Рум'янцевський музей.

## Нагороди
- Орден Святої Анни І і ІІІ ступенів
- Орден Святого Володимира III і IV ступенів
- Орден Святого Станіслава I, II і III ступенів
- Орден Лева і Сонця І ступеня (Персія)
- Хрест (Румунія)
- Зірка ІІ ступеня (Чорногорія)
- Орден Почесного легіону (Франція)
- Орден Золотої зірки (Бухарське ханство)

## Цікавинки
Член Лондонського королівського товариства, мистецтвознавець, фахівець у галузі танцю Олег Керенський (внук колишнього прем'єр-міністра Росії Олександра Керенського) у своїй монографії, виданій англійською мовою, наводить твердження сина Лазаря Полякова — Володимира, що балерина Анна Павлова була побічною (незаконнонародженою) дочкою його батька, тобто його єдинокровною сестрою. Американський імпресаріо балерини Соломон Юрок у своїх мемуарах «Імпресаріо» (Нью-Йорк, 1946 р.) повідомив, що Анна Павлова дозволила, щоб він після її смерти оголосив про її єврейське походження.